# 巴斯霍赫利
巴斯霍赫利（Bashohli），是印度查谟-克什米尔邦Kathua县的一个城镇。总人口5865（2001年）。

## 人口
该地2001年总人口5865人，其中男性3125人，女性2740人；0—6岁人口716人，其中男385人，女331人；识字率76.50%，其中男性为82.21%，女性为70.00%。

## 歷史
巴斯霍赫利曾經是莫卧兒－錫克戰爭中有名的巴斯霍赫利戰役的戰場。